# Copa Audi de 2009
A primeira edição da Copa Audi, ocorrida em 2009, foi um torneio de futebol organizado e promovido pela empresa automobilística Audi. Esta primeira edição comemorou o 100º aniversário da empresa. Disputado no Allianz Arena, em Munique, na Alemanha, foi vencida pelo Bayern de Munique.

## Equipes Participantes
- FC Bayern München
- CA Boca Juniors
- Manchester United FC
- AC Milan

## Regulamento
O torneio foi disputado em dois dias, 29 de Julho e 30 de Julho de 2009. No primeiro dia, foram disputadas as semi-finais, e no segundo dia a decisão do 3ª lugar e a final.

## Jogos
Todas as partidas seguem o fuso horário alemão.

## Semi-finais
| 29 de Julho de 2009 | Boca Juniors | 1 – 2 | Manchester United           | Allianz Arena, Munique                      |
| 18:30               | Insúa 55'    |       | Anderson 23' · Valencia 41' | Público: 61,000 Árbitro: ALE Wolfgang Stark |

| 29 de Julho de 2009 | Bayern Munique                                  | 4 – 1 | Milan     | Allianz Arena, Munique                   |
| 20:45               | Müller 12', 90' · Schweinsteiger 80' · Sène 89' |       | Pirlo 81' | Público: 61,000 Árbitro: ALE Günter Perl |

## Decisão do 3ª lugar
| 30 de Julho de 2009 | Boca Juniors | 1 – 1 | Milan            | Allianz Arena, Munique                    |
| 18:30               | Viatri 87'   |       | Thiago Silva 27' | Público: 61,000 Árbitro: ALE Peter Sippel |

|                                       |       | Penalidades                                           |  |
| Palermo Riquelme Insúa Paletta Viatri | 4 – 3 | Ronaldinho Gaúcho Pirlo Jankulovski Thiago Silva Pato |  |

## Final
| 30 de Julho de 2009 | Manchester United | 0 – 0 | Bayern Munique | Allianz Arena, Munique |
| 20:45               |                   |       |                | Público: 40,018        |

## Premiação
| Copa Audi de 2009                  |
| Alemanha.                          |
| ---------------------------------- |
| BAYERN MUNIQUE Campeão (1º título) |

## Artilharia
2 gols (1)
- GER Thomas Müller

1 gol (8)
- BRA Anderson
- ARG Federico Insúa
- ITA Andrea Pirlo
- GER Bastian Schweinsteiger
- FRA Saër Sène
- BRA Thiago Silva
- EQU Antonio Valencia
- ARG Lucas Viatri